# Corradinidi
I Corradinidi o Corradiani erano una dinastia di conti e duchi della Franconia tra l'VIII e l'XI secolo; e duchi di Svevia fra il X e l'XI secolo. Il nome deriva dal margravio di Turingia Corrado il Vecchio e suo figlio re Corrado I di Franconia.

## Storia
La famiglia è menzionata per la prima volta nell'832, con Gebeardo, conte di Lahngau nella regione di Lahn inferiore. I suoi figli sono menzionati nell'861 come parenti di Adalardo il Siniscalco, che aveva servito Ludovico il Pio. Ma l'ascesa della Sippe inizia con la moglie dell'imperatore Arnolfo di Carinzia, Oda, che era un membro della famiglia (sorella o cugina di Corrado il Vecchio). Arnolfo cita Corrado il Giovane, definendolo "conte e nipote nostro". Corrado il Vecchio e i suoi fratelli, furono fedeli e diedero aiuto all'imperatore, Arnolfo, che li ricompensò aiutandoli a combattere i conti di Popponidi/Babenberg di Franconia e a conquistare territori, oltre che nei loro confini originari in Assia, anche in Turingia e nella Franconia lungo il fiume Meno.
Dopo la morte di Arnolfo, i Corradinidi erano gli unici parenti stretti del nuovo re dei Franchi Orientali, Ludovico il Fanciullo, divennero la famiglia più influente del regno, infatti il fratello di Corrado il Vecchio, Gebeardo, nel 903, divenne duca di Lorena. Nel 906, il conte Adalberto di Babenberg tese un'imboscata ai Corradinidi nelle vicinanze di Fritzlar, in cui, secondo l'Herimanni Augiensis Chronicon, perse la vita, tra gli altri, Corrado il Vecchio. Adalberto, ribellatosi a Ludovico IV venne poi catturato e imprigionato, e, su ordine del re e condannato a morte ed infine decapitato. I Popponidi/Babenberg di Franconia persero tutti i loro titoli e le loro proprietà in Franconia. Il figlio di Corrado il Vecchio, Corrado il Giovane divenne allora, l'indiscusso duca di Franconia.
Cinque anni più tardi, dopo la morte, senza eredi, di Ludovico il Fanciullo, l'ultimo re dei Franchi Orientali carolingio, i nobili del regno nel 911 preferirono eleggere a re Corrado il Giovane che divenne Corrado I anziché il re dei Franchi Occidentali, il carolingio, Carlo III il Semplice, determinando la fine della supremazia carolingia tra i Franchi Orientali.
Corrado I non riuscì a conservare il regno di Lotaringia, che gli preferì Carlo III il Semplice e neppure a mantenere l'ordine nel regno di fronte alla continue ribellioni nei ducati di Svevia, Baviera e Sassonia, solo il ducato di Franconia, dove il duca era suo fratello, Eberardo, era fedele al re. Sul letto di morte nel dicembre del 918, siccome Corrado I non aveva figli, convinse suo fratello, Eberardo, a rinunciare a ogni aspirazione per la corona e di raccomandare ai nobili franchi del regno dei Franchi Orientali l'elezione del potente duca di Sassonia, Enrico l'Uccellatore a re dei Franchi Orientali, al fine di garantire la stabilità nei ducati e preservare l'unità del regno. Eberardo si convinse, e Enrico l'Uccellatore fu eletto a Fritzlar nel 919, divenendo re Enrico I.
I Corradinidi mantennero, con Eberardo, il ducato di Franconia, che rimase fedele al nuovo re Enrico I che, dopo aver riconquistato il regno di Lotaringia, nel 926 assegnò il ducato di Lorena ad un altro membro dei Corradinidi, Gilberto di Lotaringia, che rimase fedele ad Enrico I. Tuttavia, quando il figlio di Enrico, Ottone I il Grande divenne re dei Franchi Orientali, Eberardo e Gilberto si allearono con Arnolfo di Baviera e Tankmaro, figlio di primo letto di Enrico I, dando vita a una rivolta che si concluse con la sconfitta nella battaglia di Andernach del 939 dove Eberardo perse la vita e Gilberto, venne fatto prigioniero e i Corradinidi persero entrambi i ducati.
Nel 926, un altro corradinide, Ermanno I, era diventato duca di Svevia, ma dopo la sua morte, nel 946, il ducato era stato perso dalla famiglia. Nel 982 la famiglia si riappropriò del ducato di Svevia, e lo tenne fino al 1012.
Nel 1012, con la morte dell'ultimo Corradinide, la famiglia (in linea maschile) si estinse.